# São Francisco Xavier
São Francisco Xavier – stacja metra w Rio de Janeiro, na linii 1. Zlokalizowana jest pomiędzy stacjami Afonso Pena i Sáenz Peña. Została otwarta 3 maja 1982.